# William Walter Watts
O reverendo William Walter Watts  (1856 — 1920) foi um botânico britânico.